# ماكسيميليانو كوفريي
ماكسيميليانو كوفريي (16 فبراير 1997 - ) هو لاعب كرة قدم بلجيكي في مركز الدفاع. لعب مع فاسلاند بيفيرين.

## روابط خارجية
- ماكسيميليانو كوفريي على موقع الاتحاد الأوربي (الإنجليزية)
- ماكسيميليانو كوفريي على موقع الاتحاد البلجيكي (الإنجليزية)
- ماكسيميليانو كوفريي على موقع قاعدة بيانات كرة القدم.إي يو (الإنجليزية)
- ماكسيميليانو كوفريي على موقع Soccerway.com (الإنجليزية)
- ماكسيميليانو كوفريي على موقع عالم كرة القدم.نت (الإنجليزية)